# Balanite
 Mise en garde médicale
La balanite (du grec βάλανος / bálanos, « gland ») est une inflammation du gland du pénis. Le plus souvent d'origine infectieuse, elle est généralement due à un manque d'hygiène, mais l'utilisation excessive de savons est aussi reconnue comme la cause de balanites récurrentes. Elle peut concerner la muqueuse du gland, l'extrémité du pénis ou le sillon situé entre le gland et le prépuce.
On parle de balanite quand seul le gland est inflammé (dans le cas d'une circoncision) et de balanoposthite quand gland et prépuce sont concernés.
On distingue plusieurs variétés de l'infection :
- balanite érythémateuse, causée par un lichen, un psoriasis, un candida, une syphilis…
- balanite papuleuse, associée à la syphilis, un lichen, une gale…
- balanite vésiculeuse, venant d'un herpès
- balanite bulleuse
- balanite kératosique, d'origine mécanique
- balanite de Zoon (en), apparentée à un eczéma.

## Symptômes
- taches rouges
- douleurs, irritations
- écoulement sous le prépuce (parfois quelques jours après un rapport sexuel)
- œdème du gland avec ulcérations
- odeur nauséabonde.

## Complications et traitement
Le traitement ordinaire consiste à supprimer autant que possible la cause de la pathologie et en des soins locaux. En cas de balanite de type microbien et de surinfection, on administre des antibiotiques (ex. Acide fusidique à 2%) tandis qu'en cas de phimosis (étroitesse du prépuce empêchant de découvrir le gland) persistant, on recommandera la circoncision ou, de façon moins classique et moins radicale, un étirement progressif des tissus ou une plastie du prépuce.
Si la balanite est de type eczémateux (Balanite de Zoon), le traitement est à base de cortisone (ex. Nérizone), suivi de l'application d'une pommade cicatrisante.
La toilette est recommandée à l'eau claire uniquement, ou avec un savon le plus neutre possible. La balanite est réputée non contagieuse.

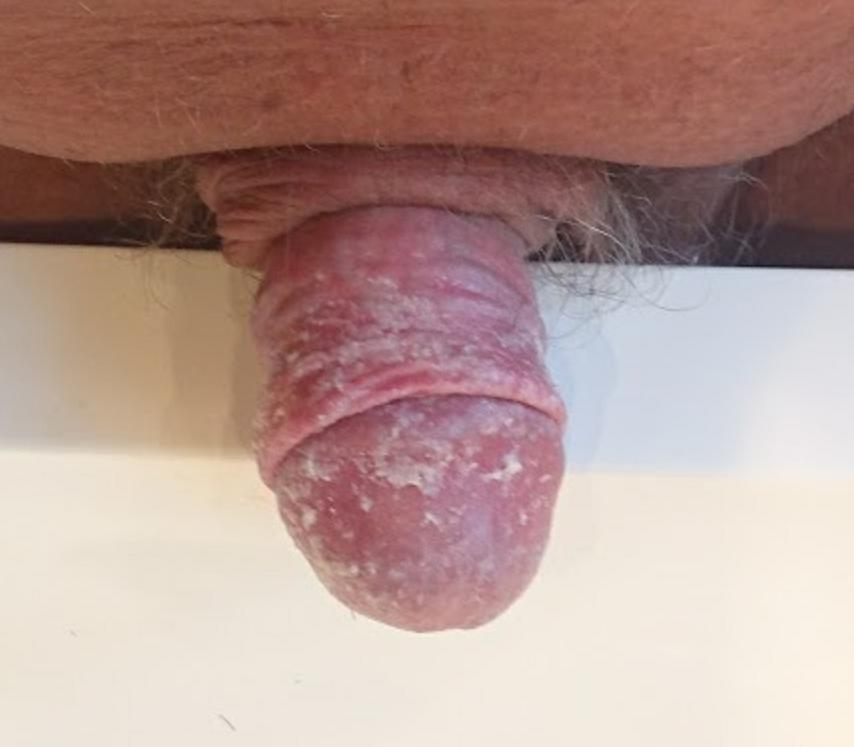
Gland et prépuce avec balanite de Zoon avant toilette.

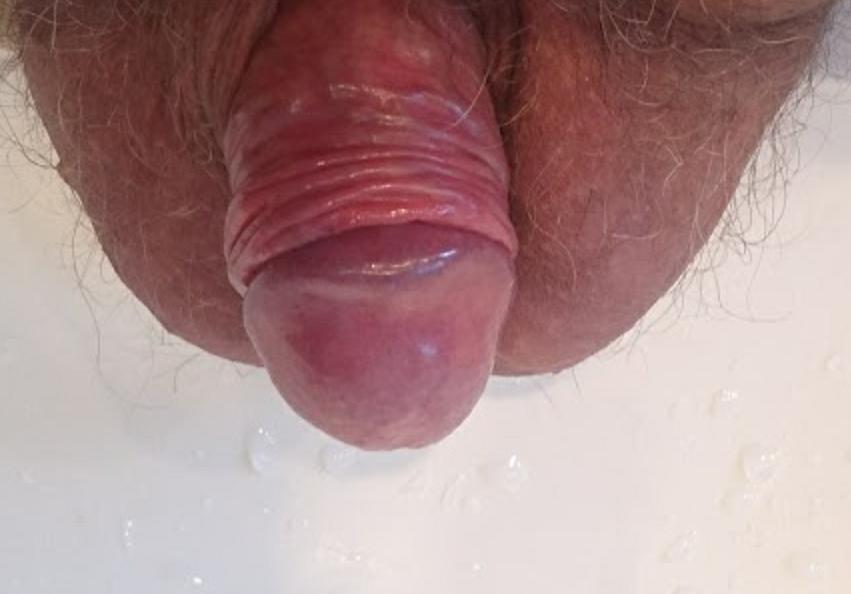
Gland et prépuce avec balanite de Zoon après toilette.